# Крива река (приток на Марица)
Вижте пояснителната страница за други значения на Крива река.
Крива река е река в Южна България – Област Пазарджик, община Белово, десен приток на Марица. Дължината ѝ е 28 km. Отводнява най-източните части на Североизточния дял на Рила.
Крива река изтича от северната стена на язовир „Белмекен“, на 1900 m н.в. (язовирът има и южна, контра стена) в Североизточна Рила. В началото речната долина е широка, трапецовидна. След устието на левия ѝ приток река Мерджанец завива на югоизток, а след това на североизток в дълбока и тясна, на места каньоновидна долина. При село Сестримо (единственото населено място по течението ѝ) излиза от планината, долината ѝ се разширява и 3 km след селото се влива отдясно в река Марица, на 420 m н.в., при гара Сестримо.
Площта на водосборния басейн на реката е 105 km2, което представлява 0,2% от водосборния басейн на Марица.
Основни притоци: → ляв приток, ← десен приток
- → Мерджанец
- ← Станковица (до 1 февруари 1989 г. Хаджидадейца)
- ← Чаирска река (най-голям приток)
- ← Копривска река
- → Ошляк

Реката е със снежно-дъждовно подхранване, като максимумът е в периода май-юни, а минимумът – септември. Среден годишен отток при село Сестримо – 1,91 m3/s.
По течението на реката в Община Костенец е разположено село Костенец.
Водите на реката почти на 100% са включени в каскадата „Белмекен-Сестримо“ (язовирите „Белмекен“ и „Станкови бараки“ и ВЕЦ „Момина клисура“) и за напояване в Горнотракийската низина – изравнителят североизточно от Сестримо.

## Топографска карта
- Лист от карта K-34-72. Мащаб: 1 : 100 000.